# Ferreira do Alentejo (freguesia)
Pour les articles homonymes, voir Ferreira.
Ferreira do Alentejo est une ancienne paroisse civile portugaise (en portugais : freguesia) de la municipalité du même nom dans le district de Beja.
La loi no 11-A/2013 du 28 janvier 2013, portant réorganisation administrative du territoire des freguesias, fusionne Ferreira do Alentejo avec la paroisse voisine de Canhestros pour former l'’União das Freguesias de Ferreira do Alentejo e Canhestros (dont le siège est à Ferreira do Alentejo).